# Jean-Baptiste Montagniès de La Roque
Pour les articles homonymes, voir La Roque.
Jean-Baptiste Montagniès de La Roque (Lorient, 7 novembre 1793-Lorient, 31 mars 1862), est un officier de marine français.

## Biographie
Fils d'un officier de marine, il entre dans la marine comme novice en janvier 1808 et sert sur la canonnière Etna, le transport Aimable-Eulalie, la canonnière Brûlante puis le lougre Chasseur à l’escorte des convois de la Manche.
Aspirant (décembre 1810), il embarque sur l'Amazone en janvier 1811 et prend part à une bataille devant Barfleur le 24 mars (en) durant laquelle la frégate est détruite par une division de quatre bâtiments britanniques.
A Anvers, il sert sur l'Auguste (juin 1811) puis sur l'Érigone (août 1813) et devient commandant de la canonnière 138 (1814). Passé sur le Duguay-Trouin (en) en Manche (avril 1814), il est muté en juin sur la corvette Vésuve (en) et fait campagne aux Antilles. En 1816, il est sur le Laurier à Terre-Neuve et est promu enseigne de vaisseau en janvier 1817.
Sur le Messager (1818) et sur la Normande (1819-1820), il sert aux Antilles puis en Guyane. En 1821, il commande à Terre-Neuve le brick Vigilant, prend part à la expédition d'Espagne sur la frégate Antigone et effectue en Baltique sur l'Aréthuse (en) (novembre 1823) la reconnaissance hydrographique du golfe de Finlande et du Cattégat.
Lieutenant de vaisseau (mai 1825), second de l' Adour (1826) à la station des mers du Sud, il passe en mars 1828 à la station du Brésil sur le Jean Bart (en).
Il participe à l'expédition d'Alger sur la Belle-Gabrielle puis commande la Lilloise sur les côtes ouest de la France. En mars 1835, il est nommé commandant de la Prévoyante au Sénégal puis à l'île Bourbon. Chargé des études préliminaires à l'établissement d'un port à Saint-Gilles, il obtient en juin 1837 un témoignage de satisfaction.
Capitaine de frégate (octobre 1837), commandant du Nisus et de la station de la côte africaine, il s'y occupe activement à la protection des comptoirs français et signe en 1840 avec le roi Denis du Gabon un traité de commerce.
Capitaine de vaisseau (mars 1841), gouverneur du Sénégal de mai 1841 à mai 1842, il commande ensuite le vaisseau Jupiter (en) à la division des Antilles. En mai 1844, il commande le Jemmapes (en) dans l'escadre du prince de Joinville et participe aux bombardements de Tanger et de Mogador.
Contre-amiral (octobre 1844), il commande en 1845 la station navales des côtes occidentales d'Afrique. Major général à Brest (juillet 1849), commandant d'une division de l'escadre de Méditerranée avec pavillon sur la Minerve (en) (1850), il est envoyé en mission au Brésil en 1851 sur la Psyché.
Préfet maritime de Rochefort (février 1852), grand officier de la Légion d'honneur en août 1854, il est promu vice-amiral en juin 1855 et prend sa retraite en novembre 1858.